# Olssonska husen

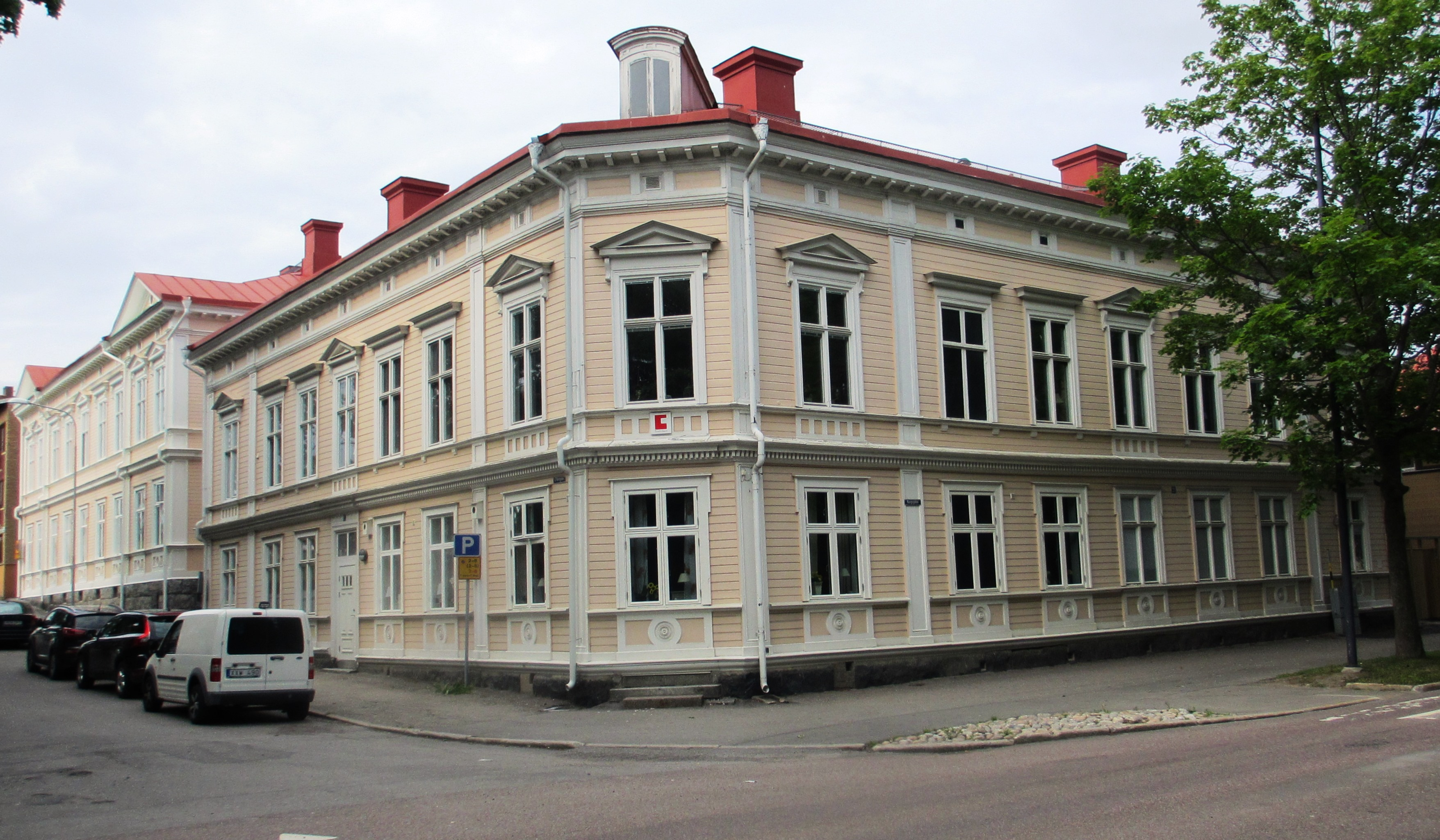
Olssonska husen.

Olssonska husen är två byggnader vid Kungsgatan och Östra Parkgatan i Söderhamn.
På fastigheten Nejlikan 1 byggdes det första huset omkring 1878 i hörnet av Kungsgatan och Östra Parkgatan, medan byggnaden vid sistnämnda gata uppfördes 1898. Kring sekelskiftet 1900 ägdes de båda byggnaderna av grosshandlare Carl Alfred Ohlson, som givit husen dess namn. Husen är typiska för träarkitekturen i slutet av 1800-talet; med de rikt utsmyckade fasaderna önskade man efterlikna den stenhusbebyggelse som fanns i de större städerna.